# Cyprien de Carthage
Pour les articles homonymes, voir Saint Cyprien et Saint-Cyprien.
Cyprien de Carthage, de son vrai nom Thascius Caecilius Cyprianus, né vers 200 et mort en martyr le 14 septembre 258 sous la persécution de Valérien, est un Berbère converti au christianisme, évêque de Carthage et Père de l'Église. Il est, après saint Augustin, l'un des plus grands témoins de la doctrine de l'Église latine des premiers siècles.

## Vie et martyre
Il naît en Afrique du Nord vers 200, de parents païens d'origine berbère. Il fait d'abord une carrière de rhéteur à Carthage. Il professe la rhétorique et se convertit assez tard au christianisme.
Il devient prêtre puis, en 249, évêque de Carthage,. Pendant la persécution de Dèce, il reste loin de Carthage ; cette « fuite », qu'on lui reproche, aggrave les difficultés qu'il a à résoudre : révolte des confesseurs, problème de la réconciliation des lapsi, éclatement de schismes à ce sujet en Afrique et à Rome, où Novatien choisit la sévérité et fonde une Église dissidente promise à un long avenir. La mort de Dèce en 251 lui apporte quelques années de répit, malgré les menaces de persécution et la survenue d'une épidémie.
En 255, commencent les démêlés avec Étienne, évêque de Rome : affaire de deux évêques espagnols apostats, imprudemment, à ses yeux, réhabilités par le pape ; affaire de Marcianus d'Arles, novatianiste, qu'il demande à Étienne d'écarter de la communion ; dispute relative à la validité (que refuse Cyprien) du baptême donné par les hérétiques.
Quand paraît le premier édit persécuteur de Valérien, Cyprien est exilé en août 257 ; un an après, revenu dans sa ville épiscopale, il y est, en vertu du second édit, décapité le 14 septembre 258 avec plusieurs de ses compagnons ecclésiastiques, dont Flavien de Carthage.
Sa vie est connue par une biographie, la Vita Cypriani, écrite par le diacre Pontius de Carthage (en). On a aussi conservé les Actes proconsulaires de sa passion avec les comptes rendus authentiques des interrogatoires.

## Œuvres
Saint Cyprien a écrit en latin de nombreux traités ainsi que des lettres. Leur objet et leur but est de défendre le christianisme et de soutenir la foi des chrétiens, les lettres constituant des documents historiques précieux, notamment pour comprendre l'évolution du droit ecclésiastique.

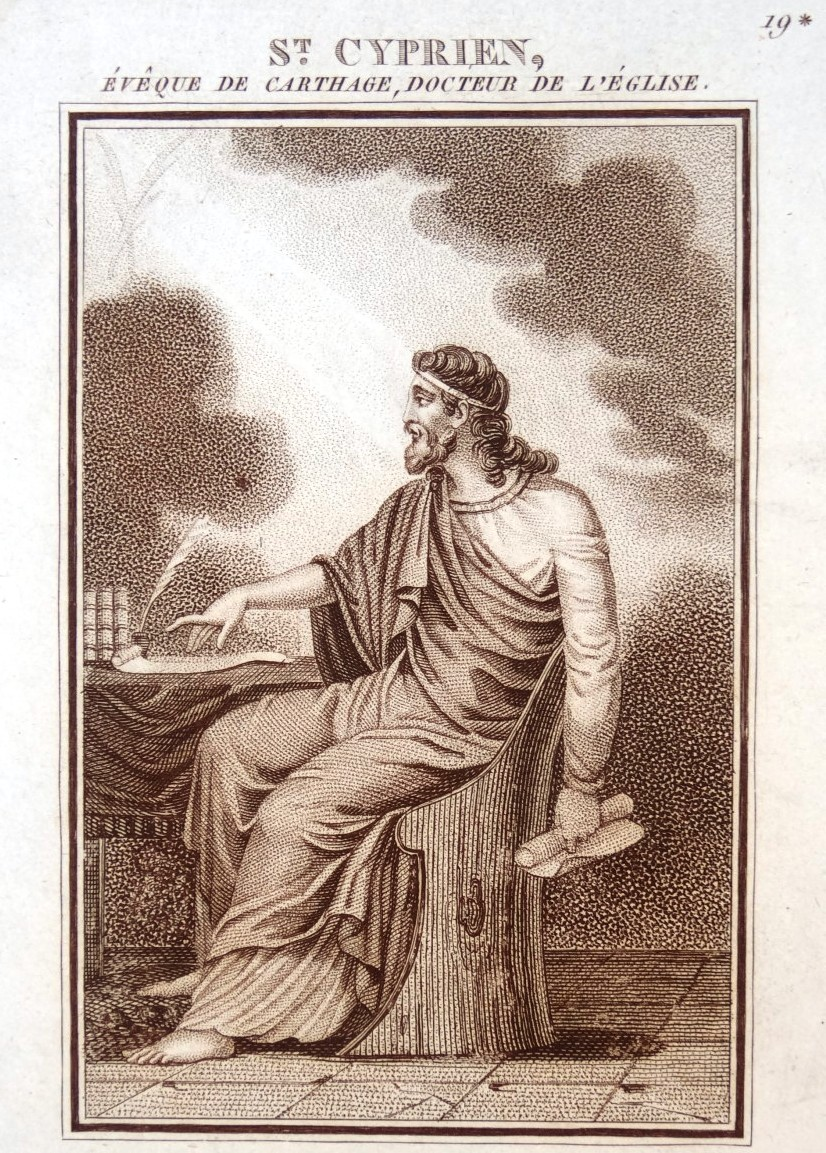
Saint Cyprien, évêque de Carthage.

- Ad Donatum / A Donat[9] : sur la décadence morale de son époque ;
- Ad Quirinum / A Quirinus[10] : sur les rapports et les oppositions entre judaïsme et christianisme ;
- De habitu virginum / Les habits des vierges : sur la façon de se vêtir des vierges, laquelle doit être simple et modeste ;
- De dominica oratione / De l'oraison dominicale[11],[12] : commentaire du Notre Père ;
- De mortalitate / La condition mortelle de l'homme : sur la maladie et la mort ;
- De opere et eleemosynis / Des bonnes œuvres et de l'aumône[13] : sur les bonnes œuvres, la perfection et le martyre ;
- Ad Demetrianum / À Démétrien : réponse contre les attaques païennes ;
- De lapsis / Des tombés : on nommait ainsi ceux qui avaient fléchi pendant la persécution de Dèce ;
- De bono patientiae / La bonté de la patience : sur la vertu de patience ;
- Contre les spectacles : contre les excès immoraux de certains spectacles ;
- Les avantages de la pudeur : sur la pudeur et la morale ;
- De la jalousie et de l'envie[14] ;
- Lettres[15].

Le traité De Catholicae Ecclesiae unitate, (De l'unité de l'Église catholique publié en 251) est l'une de ses œuvres clé, considérée comme le premier traité d'ecclésiologie de la littérature chrétienne, saint Cyprien n'ayant de cesse de rappeler l'unité de l'Église. Il met en garde ses contemporains chrétiens contre l'orgueilleuse tentation de créer une église parallèle à la « grande Église ». Cela n'aboutirait à rien car « hors de l'Église, il n'y a pas de salut » (personne ne peut se sauver en dehors de l'Église). Cette expression (en latin Extra Ecclesiam nulla salus) a souvent été mal comprise.

## Écrits
Converti du paganisme, évêque de Carthage, Cyprien fut un homme de prière au service de l'unité de l'Église et un éminent pasteur auprès de nombreuses Églises d'Afrique. Saint Cyprien est l'auteur présumé de ce texte.
Toi, suis-moi !

« Ce qu'est l'homme, le Christ a voulu l'être, pour que l'homme à son tour puisse être ce qu'est le Christ.

Il apparut à ses disciples tel qu'il avait été, s'offrit à leurs regards pour qu'ils le reconnaissent, avec la trace de ses liens et la solidité de sa substance corporelle, et demeura quarante jours, pour qu'ils puissent être instruits par lui des préceptes de la vie et apprendre ce qu'ils allaient enseigner. Alors, entouré d'une nuée, il fut emporté au ciel, pour rapporter victorieusement au Père l'homme qu'il avait aimé, dont il s'était revêtu et qu'il avait pris sous sa protection contre la mort.

Et pour que leur foi au Christ soit solide, les disciples ont été mis à l'épreuve à travers des souffrances, des croix, des tourments de toutes sortes. À travers la souffrance, ils ont témoigné de la Vérité.

Nous croyons que le Christ, le Fils de Dieu, a été donné aux hommes pour qu'ils vivent. Or, il doit être proclamé non seulement par l'annonce de la Parole, mais aussi par le témoignage de la Passion.

Voilà celui avec qui nous marchons, voilà celui que nous suivons, voilà celui que nous avons comme guide sur la route, comme source de lumière, comme auteur du salut.

Chrétiens, ce qu'est le Christ, nous le serons, si nous marchons à la suite du Christ. »

— Cyprien de Carthage. Les idoles ne sont pas des Dieux, 11.14-15, trad. M. Dujarier et G. Bady.
Cyprien, évêque de Carthage, fut décapité le 14 septembre 258. Ses lettres et ses autres écrits, ainsi que sa passion, révèlent en lui l'âme d'un véritable pasteur, toujours sur la brèche pour soutenir ses frères dans la persécution et sauvegarder l'unité de l'Église.
Un martyre multiforme

« Au chrétien n'est pas réservée uniquement la couronne qu'on reçoit en temps de persécution. La paix aussi a des couronnes qui lui sont propres, qui viennent couronner notre victoire dans un combat multiforme et répété, où nous avons terrassé et soumis l'Adversaire.

Avoir dompté ses désirs déréglés confère la palme de la tempérance. Avoir résisté à la colère et à la violence donne la couronne de la patience. On célèbre un triomphe sur l'avarice quand on méprise l'argent. On a le mérite de la foi quand on supporte les revers de ce monde grâce à la confiance dans les biens futurs. Qui s'abstient de l'orgueil dans la prospérité acquiert la gloire que procure l'humilité. Qui se dévoue à la miséricorde dans le réconfort des pauvres se procure en retour un trésor au ciel. Et celui qui ne sait pas ce que c'est que jalouser, qui aime ses frères dans la concorde et la douceur, est honoré du prix de l'amour et de la paix.

Va chercher la guérison là où tu as été blessé. Chéris ceux qu'auparavant tu haïssais, aime ceux que ta jalousie dénigrait injustement. Imite les gens vertueux, si tu peux te mettre à leur suite ; si tu ne peux pas les suivre, réjouis-toi du moins avec eux, et félicite ceux qui valent mieux que toi. Fais de toi leur associé par l'union de l'amour ; fais-toi leur cohéritier par la communauté de la charité et le lien de la fraternité. »

— Cyprien de Carthage, Homélies sur Luc, 42, trad. inédite de G. Bady, Magnificat.
Commentaire selon Jean (Jn 16, 23-28)
Demander en son nom

« En nous adressant au Père avec les demandes et la prière que le Fils nous a apprises, nous serons plus facilement écoutés. Quelle prière selon l'Esprit peut-il exister sinon celle qui nous a été donnée par le Christ, lui par qui l'Esprit aussi nous a été envoyé ? Quelles vraies demandes présenter au Père, sinon celles qui ont été énoncées par le Fils, la Vérité en personne (Jn 14, 6), de sa propre bouche ? Dès lors, prier autrement qu'il nous l'a appris n'est pas seulement faire preuve d'ignorance, c'est une faute, puisque lui-même a dit explicitement : « Vous rejetez le commandement de Dieu pour établir votre tradition » (Mc 7, 9).

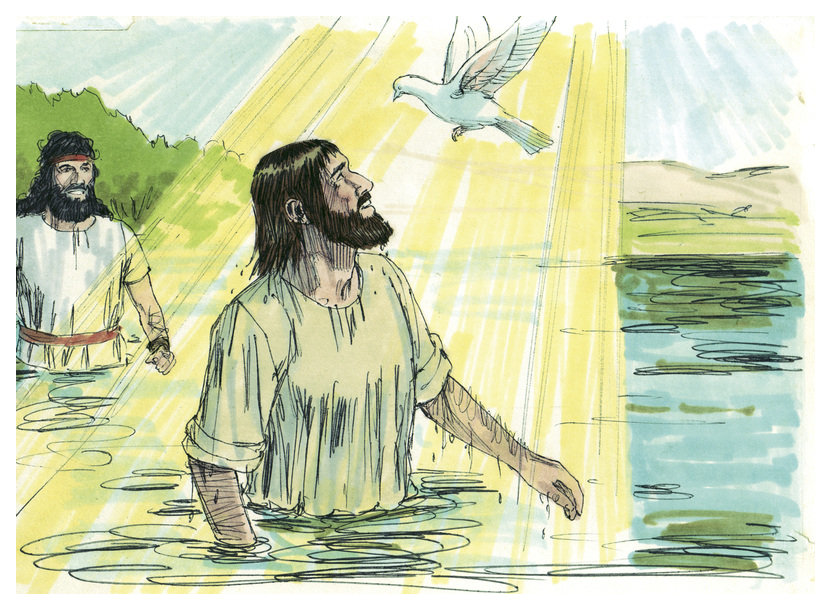
Illustration biblique du livre selon Jean chapitre 1, Jim Padgett (illustrateur).

Conformons donc notre prière, frères bien-aimés, à ce que Dieu notre maître nous a appris. C'est lui adresser une prière bienvenue et familière que de supplier Dieu avec ce qui vient de lui, et faire monter à ses oreilles la prière du Christ. Puisse le Père reconnaître les mots de son Fils quand nous lui présentons notre demande : que celui qui habite à l'intérieur de notre cœur soit présent en personne dans nos paroles ! Et puisque nous avons en lui un défenseur pour nos péchés, lorsque, pécheurs que nous sommes, nous le supplions pour nos fautes, mettons en avant les mots de notre défenseur. Car, puisqu'il dit : « Ce que vous demanderez au Père en mon nom, il vous le donnera », combien il est plus efficace pour obtenir ce que nous sollicitons au nom du Christ de le demander avec sa propre prière ! »

— Cyprien de Carthage. La prière du Seigneur, 2-3, in Prier en Afrique chrétienne, trad. M. Poirier, Paris, Migne, coll. « Les Pères dans la foi » 104, 2016, p. 54-55.

### Style
Le style de saint Cyprien est célébré notamment par le poète Prudence. Jusqu'à saint Augustin, il est le modèle incontesté des écrivains ecclésiastiques latins et d'auteurs de la Renaissance comme Érasme.
Prudence consacre à saint Cyprien le poème Peristephanon 13 où il évoque sa conversion, son éloquence et son martyre. Ennode de Pavie fait de même (Hymne, 1, 12).

### Traductions
Ses Œuvres ont été imprimées plusieurs fois, la meilleure édition signalée au XIXe siècle par le Dictionnaire Bouillet est celle commencée par Étienne Baluze et terminée par Dom Maran (publiée à Paris en 1726). Une partie de ses Œuvres a été traduite en français par Jacques Tigeou en 1574 et par Lambert en 1672. L'abbé Marie-Nicolas-Silvestre Guillon en a donné une traduction complète en 1838.

### Écrits attribués
- Adversus Judaeos (Contre les Juifs) : attribué à Novatien par Adolf von Harnack, à Sixte II par d'Alès, daté du milieu du IIIe siècle ;
- Ad Novatiamum (À Novatien) ;
- Cena Cypriani (Cène de Cyprien) : banquet réunissant les grands personnages de la Bible ;
- De laude martyrii (Louange du martyre) : attribué à Donatien par Harnack, daté du milieu du IIIe siècle ;
- De duodecim abusivis Saeculi (Des douze abus du siècle) : livre du VIIe siècle d'origine irlandaise ;
- Quod idola di non sint (Les idoles ne sont pas des dieux)[23] : ouvrage sur le paganisme, qui n'est probablement pas de Cyprien mais lui est souvent attribué, daté vers 230 ;
- Sermo de voluntate Dei (Sermon sur la volonté de Dieu) ;
- De singularitate clericorum (De la singularité des clercs) : interdiction faite aux clercs de vivre avec des femmes.
- Confessio Cypriani (La Confession de Cyprien) : La légende de Cyprien le Mage a eu un grand succès, jusque dans le Faust de Goethe. Enfant, il est voué à Apollon, puis « initié à la dramaturgie du serpent », initié aux Mystères de Mithra à sept ans, initié aux Mystères de Déméter à dix ans, initié au serpent de Pallas sur l'Acropole, instruit par sept hiérophantes sur l'Olympe, etc. Finalement il se convertit au christianisme à Antioche. La Confession de Cyprien, en grec, figure dans les Cypriani Opera de l'édition de Baluze (Venise, 1758, col. 1106 ss.). Le roman, écrit vers 440, a été traduit en français[24].
- De duplici martyrio (Des deux formes de martyre) : En 1530, Érasme, dans sa quatrième édition des œuvres de saint Cyprien, introduit un traité De duplici martyrio ad Fortunatum qu'il présente comme un texte de Cyprien retrouvé par hasard dans une ancienne bibliothèque. Ce texte, proche des ouvrages d'Érasme, aussi bien pour le fond (hostilité à la confusion entre vertu et souffrance) que pour la forme, et dont on ne connaît aucun manuscrit, contient des anachronismes flagrants, comme une allusion à la persécution de Dioclétien, persécution bien postérieure à la mort de saint Cyprien. En 1544, le dominicain Henricus Gravius dénonce l'ouvrage comme inauthentique et en attribue la paternité à Érasme ou à un imitateur d'Érasme. Au XXe siècle, l'hypothèse d'une fraude d'Érasme était rejetée a priori par la plupart des grands érasmiens, comme Percy Stafford Allen, mais elle est adoptée par des universitaires comme Anthony Grafton[25],[26],[27],[28].

## Culte
Saint Cyprien est enterré à Carthage, dans le cimetière de Macrobius Candidianus, à la rue des Mappales. C'est là que commence son culte, immédiatement après son martyre, le 14 septembre 258. Lors de la Paix de l'Église, on y construit une basilique et on établit une mensa Cypriani (mémorial) sur le lieu de son supplice (in agro Sexti).

## Fête
Saint Cyprien, évêque et martyr, est un saint chrétien, fêté le 14 septembre et le 16 septembre par l'Église catholique et le 31 août par les Églises d'Orient. Cette fête est inscrite dans les plus anciens calendriers liturgiques.
Cyprien est nommé au canon romain de la messe de rite latin (prière eucharistique no 1).